# Holland (Massachusetts)
Holland es un pueblo ubicado en el condado de Hampden en el estado estadounidense de Massachusetts. En el Censo de 2010 tenía una población de 2.481 habitantes y una densidad poblacional de 73,33 personas por km².

## Geografía
Holland se encuentra ubicado en las coordenadas 42°2′49″N 72°10′49″O / 42.04694, -72.18028. Según la Oficina del Censo de los Estados Unidos, Holland tiene una superficie total de 33.83 km², de la cual 31.84 km² corresponden a tierra firme y (5.89%) 1.99 km² es agua.

## Demografía
Según el censo de 2010, había 2.481 personas residiendo en Holland. La densidad de población era de 73,33 hab./km². De los 2.481 habitantes, Holland estaba compuesto por el 96.9% blancos, el 0.6% eran afroamericanos, el 0.44% eran amerindios, el 0.44% eran asiáticos, el 0% eran isleños del Pacífico, el 0.4% eran de otras razas y el 1.21% pertenecían a dos o más razas. Del total de la población el 2.3% eran hispanos o latinos de cualquier raza.